# 孤独の迷路
「孤独の迷路」（こどくのラビリンス）はSHOW-YAの6枚目のシングル。1987年10月26日、東芝EMI/イーストワールドから発売された。

## 解説
「その後で殺したい」以降、3作連続での作詞：秋元康、作曲：筒美京平、編曲：松下誠の布陣による本作は、アルバム『IMMIGRATION』の先行シングル。

## 収録曲
全曲作詞：秋元康　作曲：筒美京平　編曲：松下誠
1. 孤独の迷路（こどくのラビリンス）
2. 嘘だと言ってよMoon Light